# Synagoge Tann (Rhön)

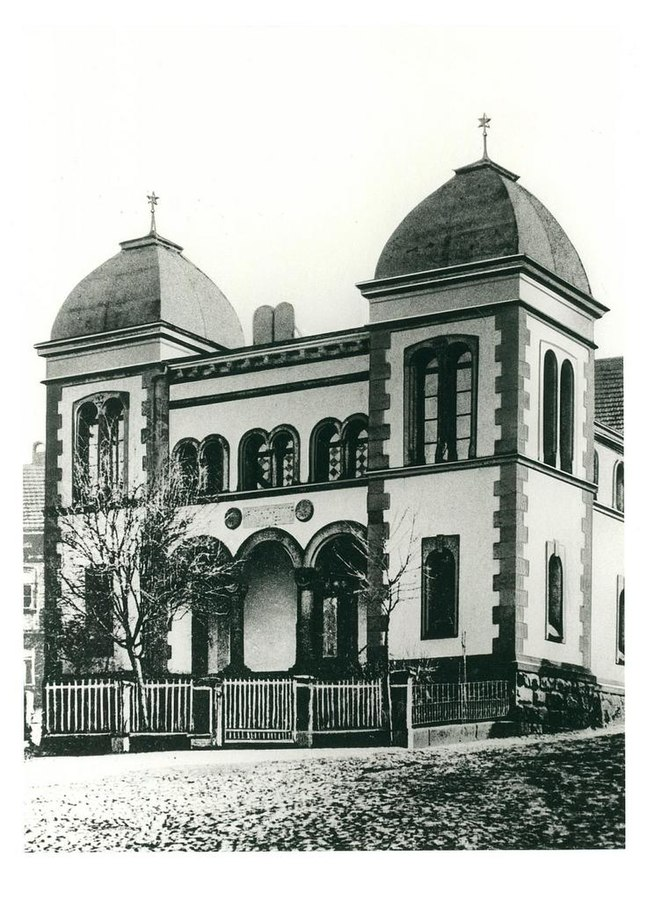
Synagoge in Tann (um 1900)

Die Synagoge in Tann, einer Stadt im Landkreis Fulda in Osthessen, wurde 1879/80 errichtet. Sie ersetzte die Synagoge, die bei einer Brandkatastrophe am 30. April 1879 vernichtet wurde. Die Synagoge stand in der Nähe des Rathauses und der evangelischen Stadtkirche.
Der Synagogenbau war im maurischen Stil gestaltet.
Beim Novemberpogrom 1938, der in Tann bereits am 7. November 1938 stattfand, wurde die Synagoge von SA-Männern verwüstet und geschändet, die Torarollen und die Gebetbücher wurden auf die Straße geworfen. Ende 1938 wurde der Abriss des Synagogengebäudes angeordnet.
Im Jahr 1966 wurde eine Gedenktafel am Platz der Synagoge angebracht, 1991 kam ein Gedenkstein dazu, der folgende Inschrift trägt: „Zum Gedenken an unsere verfolgten, vertriebenen und ermordeten jüdischen Mitbürger“. Im Jahr 2008 wurde der Synagogenplatz neu gestaltet.